# Pierre Trullemans
Pierre Trullemans (Vorst, 28 maart 1898 - onbekend) was een Belgische atleet, die gespecialiseerd was in de lange afstand en het veldlopen. Hij nam eenmaal deel aan de Olympische Spelen.

## Biografie
Trullemans werd in 1920  op de 5000 m vijfde bij de Belgische kampioenschappen.  Hij nam dat jaar ook deel aan de Olympische Spelen in Antwerpen. Op de 5000 m kon hij zich niet plaatsen in de halve finale. In de teamcompetitie op de 3000 m werd hij met de Belgische ploeg uitgeschakeld in de halve finale. Bij het veldlopen werd hij eenenveertigste individueel en zesde in het landenklassement.
Trullemans was aangesloten bij Union Sint-Gillis.

## Palmares

### 3000 m
- 1920: 4e in ½ fin teamklassement OS in Antwerpen (19e individueel)

### 5000 m
- 1920: 5e BK AC
- 1920: DNF in serie OS in Antwerpen

### veldlopen
- 1920: 41e OS in Antwerpen
- 1920: 6e landenklassement OS in Antwerpen